# Sukul
Ein Sukul ist ein Heft, also das Griffstück indonesischer Messer, Dolche oder Schwerter.

## Versionen
Die Karo Batak aus Indonesien benutzen den Ausdruck Sukul für Heft. Es gibt verschiedene Versionen die folgendermaßen benannt sind. Es gibt verschiedene Griffformen, die traditionell in der Region verwendet wurden. Deren Benamungen sind je nach Formgebung und Region in Indonesien unterschiedlich. Die Namensgebung basiert auf dem Begriff, der dem Heft von den unterschiedlichen Ethnien gegeben wurde. Dadurch ist die Bezeichnung für manche Heftarten mehrfach und in unterschiedlicher Benamung angegeben. Ist die regionale und ethnische Herkunft bekannt, ist sie in den einzelnen Beschreibungen erwähnt. Schreibweisen, in denen „oe“, „ue“ und „ee“ vorkommen, zum Beispiel Oeloe statt Hulu, finden sich noch in der älteren Literatur. Sie stammen aus der niederländischen Kolonialzeit und werden in der heutigen indonesischen Schrift nicht mehr verwendet.
Sukul Jengkal BengkokDer Sukul Jengkal Bengkok auch Sukul Djengkal Bengkok ist ein Heft das in Sumatra, Batak, Toba und Nord-West Karo benutzt wird. Es ist s-förmig gestaltet und am Knauf flach gearbeitet. Der Bereich unterhalb des Heftes ist oft mit traditionellen Schnitzereien verziert. Man findet diese Heftform am Raut.
Sukul Jering, auch Soekol Djerring, Sukul DjeringDer Sukul Jering wird in Sumatra, Batak, Karo und Pakpak benutzt. Es ist rund gearbeitet und biegt etwa in der Hälfte fast im rechten Winkel zur Schneide hin ab. Am Knauf ist er breiter und endet stumpf. Manche Versionen sind in der Form eines stilisierten Vogelkopfes gearbeitet. Man findet diese Knaufform oft am Kalasan Situkas, dem Parang-Amanremu, am Candong, am Ladingin und am Andar-Andar.
Sukul KatunganganEin schweres Heft aus Horn. Es beginnt an der Klinge rund und schmal und wird zum Knauf hin dicker. Etwa in der Mitte biegt es zur Schneide hin fast im rechten Winkel ab. Kurz nach der Krümmung ist der Knauf V-förmig gespalten und hat an beiden Enden einen geraden, endenden Vorsprung. In der Mitte zwischen den Vorsprüngen ist oft eine knopfartige Verzierung ausgeschnitzt. Ein breiter Metallring dient als Heftzwinge. Man findet diese Version oft am Ladingin und am Katungung.
Sukul NgangaDer Sukul Nganga gleicht dem Sukul Katungangan. Jedoch ist bei ihm niemals der Knopf in der V-förmigen Kerbe angebracht.
Sukul NganganDer Sukul Ngangan ist aus Holz oder Horn gefertigt. Er ist an der Klinge dünn und rund und wird zum Knauf hin dicker. Etwa in der Mitte biegt er leicht zur Schneide hin ab. Am Knauf hat er zwei hornartige Vorsprünge die gerade enden. Zwischen den Vorsprüngen ist eine kleine, V-förmige Kerbe ausgearbeitet. Die beiden hornartigen Enden sind manchmal mit Metall belegt. Man findet ihn am Kalasan und am Andar-Andar.
Sukul Tanke JambeDer Sukul Tanke Jambe besteht aus Holz oder Horn. Er ist rund und beginnt an der Klinge dünn. Zum Knauf hin wird er dicker und ist leicht zur Schneide hin umgebogen. Der Knauf endet flach und gleicht in manchen Fällen einem angeschnitzten Ring. Die Oberfläche ist rau gearbeitet. Man findet diese Version am Andar-Andar

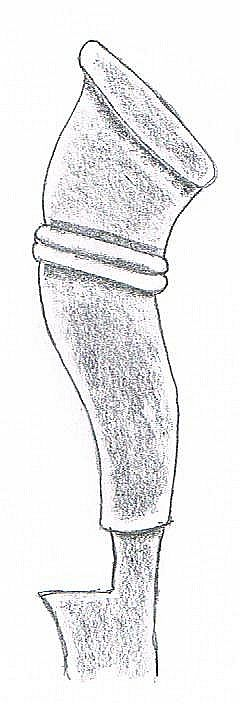
Sukul Jengkal Bengkok
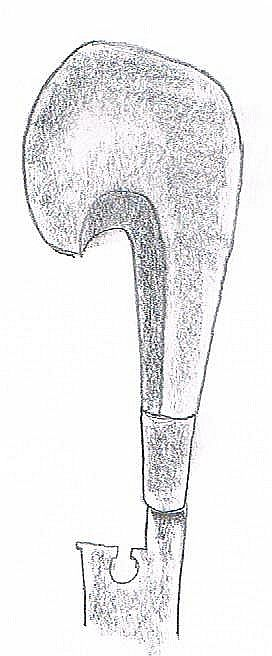
Sukul Jering
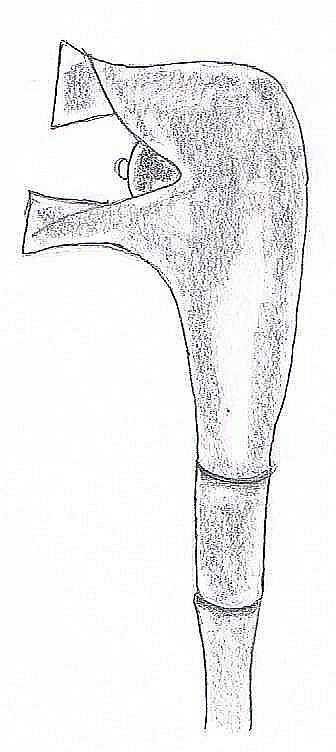
Sukul Katungangan
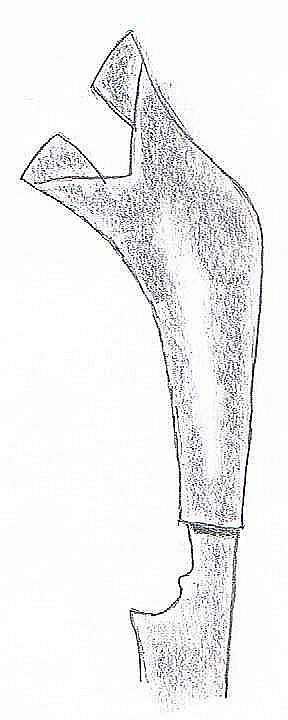
Sukul Nganga
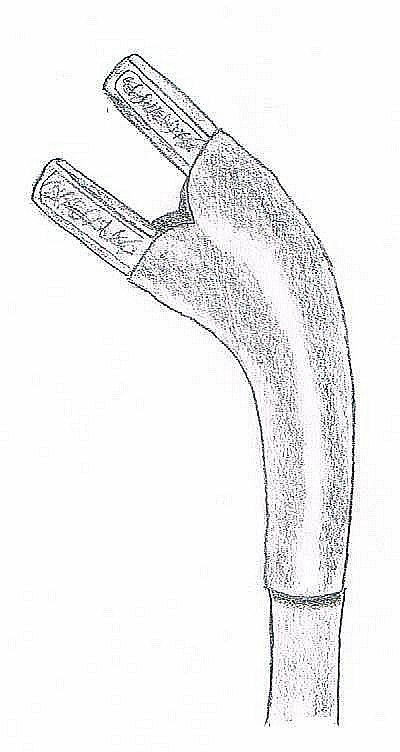
Sukul Ngangan
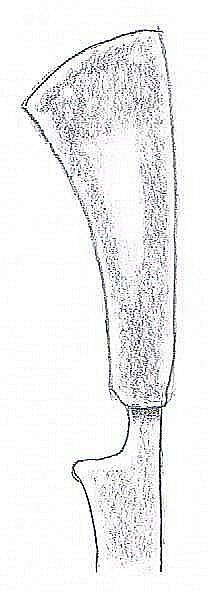
Sukul Tanke Jambe